# Janos Radoki
Janos Radoki (* 7. März 1972 in Mór) ist ein ehemaliger deutsch-ungarischer Fußballspieler und jetziger Fußballtrainer. Der Verteidiger bestritt für die SpVgg Greuther Fürth, den SSV Ulm 1846 und Rot-Weiß Oberhausen zwischen 1997 und 2003 insgesamt 127 Partien in der 1. und 2. Bundesliga. Zuletzt war er Trainer beim TSV Schwaben Augsburg.

## Laufbahn
Geboren in Ungarn, floh Radoki mit seinen Eltern per Touristenvisum nach Biberbach. Beim SC Biberbach fing er als 6-Jähriger mit dem Fußball an. Über TSV Schwaben Augsburg und den FC Augsburg kam er zum TSV Vestenbergsgreuth. Als die Fußballabteilung  der SpVgg Fürth beitrat, unterzeichnete er einen Vertrag bei dem nun unter SpVgg Greuther Fürth firmierenden Klub. Mit dem Verein schaffte er 1997 den Aufstieg in die 2. Bundesliga.
Nach zwei Zweitligajahren, in denen er zu überzeugen wusste, wechselte er zum SSV Ulm 1846, der überraschend den Durchmarsch aus der Regionalliga in die Bundesliga geschafft hatte. Im deutschen Oberhaus kam Radoki 25 Mal zum Einsatz. Dabei war er einer der vier Ulmer, die bei der 1:2-Auswärtsniederlage bei Hansa Rostock des Feldes verwiesen wurden und damit einen Bundesligarekord aufstellten. Nach dem Abstieg blieb er bei den Spatzen und war bei 33 Spielen Stammspieler.
Als jedoch der Absturz in den Amateurfußball feststand, heuerte Radoki beim Ligakonkurrenten Rot-Weiß Oberhausen an. Am ersten Spieltag der Saison 2001/02 spielte er gegen seinen alten Arbeitgeber Greuther Fürth; nach einem Zusammenprall mit seinem befreundeten ehemaligen Teamkollegen Günther Reichold erlitt er einen komplizierten Bruch von Schien- und Wadenbein und musste die restliche Saison aussetzen. Zu Beginn der folgenden Saison war er nur Ergänzungsspieler, konnte sich aber im Verlauf der Spielzeit in die Mannschaft spielen. Am 31. Spieltag im Spiel gegen den MSV Duisburg erlitt er einen Kreuzbandriss.
Radoki konnte dementsprechend verletzungsbedingt in der Hinrunde der Saison 2003/04 kein Spiel für seinen Arbeitgeber machen. In der Winterpause holte FCA-Trainer Armin Veh den Pechvogel zurück zu seinem Heimatverein nach Augsburg. Dort kam er dann jedoch nur in der zweiten Mannschaft zum Einsatz.
In der Winterpause der Saison 2004/05 wechselte er als Spielertrainer zu DJK Augsburg-Lechhausen. Dort blieb er bis zum 1. Oktober 2006, ehe er in selber Position zum TSV 1896 Rain in die Landesliga Bayern wechselte. Über die Relegation stieg er mit dem TSV 1896 Rain im Juni 2008 in die Bayernliga auf. Im Juli 2008 nahm er ein Engagement als Trainer der B-Junioren des FC Augsburg an und trat anschließend als Trainer in Rain zurück (12. August 2008).
Am 25. Mai 2012 wurde Radoki als neuer Athletiktrainer beim Drittligisten 1. FC Heidenheim vorgestellt. Er trat dort die Nachfolge von Fritz Hartl an. In der Winterpause 2013 beerbte Radoki im Zuge der Umstrukturierungen im Nachwuchsbereich der SpVgg Greuther Fürth am 17. Januar 2013 Mario Himsl, der in die sportliche Leitung des Nachwuchsleistungszentrums wechselte, als Trainer der Fürther A-Jugend. Nach dem Ausbleiben des sportlichen Erfolgs der Profimannschaft der SpVgg Greuther Fürth in der 2. Bundesliga wurde der Trainer Stefan Ruthenbeck am 21. November 2016 entlassen. Sein Nachfolger wurde Radoki. Am 28. August 2017 trennte sich die SpVgg von ihm. Zur Saison 18/19 gab der Puskás Akadémia FC die Verpflichtung von Janos Radoki als neuen Cheftrainer bekannt, jedoch wurde er nach einer 0:4-Niederlage gegen den Kisvárda FC und dem Ausscheiden aus dem Pokal bereits Anfang April 2019 wieder entlassen.
Im Juni 2020 gab Bayernligist TSV Schwaben Augsburg die Verpflichtung von Radoki als neuer Cheftrainer bekannt. Nach drei Jahren trennte sich der Verein im August 2023 von ihm.

## Erwähnenswertes
Radoki ist seit 1998 verheiratet und hat zwei Söhne. Er absolvierte Berufsausbildungen zum Dreher und zum Großhandelskaufmann.